# الأسبوع المأساوي (كاتالونيا)

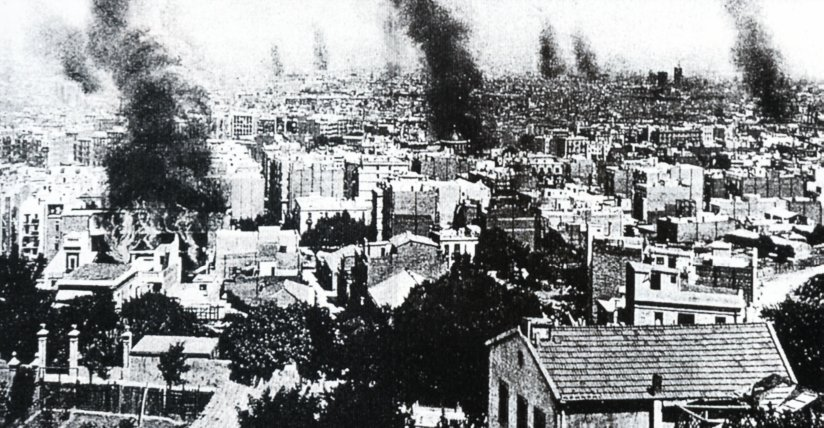
تحولت برشلونة إلى المدينة المحروقة (بالكتلانية: La ciutat cremada) خلال أحداث الأسبوع المأساوي.

الأسبوع المأساوي (بالإسبانية: la Semana Trágica) ‏ هي سلسلة من المواجهات الدموية التي حصلت بين الأمن الإسباني والطبقات العاملة في برشلونة ومدن أخرى من كاتالونيا (إسبانيا)، مدعومة من اللاسلطويين والاشتراكيين والجمهوريين، بين 25 يوليو - 2 أغسطس 1909م. واندلعت الأحداث عندما خرج المتظاهرون ببرشلونة احتجاجا على قرار الحكومة تحت قيادة رئيس الوزراء أنطونيو مورا بتجنيد الاحتياط قصد المشاركة في القتال في حرب الريف شمال المغرب، حيث جددت إسبانيا نشاطها الاستعماري العسكري، قصد رفع معنويات المواطنين بعد هزيمة إسبانيا أمام الولايات المتحدة وفقدانها لمستعمراتها في الفلبين وكوبا. فتحولت المظاهرات إلى احتجاج ضد العسكر ورجال الكنيسة؛ فأُُحرقت الكنائس، والأديرة والمدارس الدينية؛ ونُبشت القبور وأخرجت الجثث؛ وأقيمت الحواجز والمتاريس؛ وهوجمت عربات النقل وتوقفت خطوط السكك الحديدية عن العمل، وخُرّب الملك العام وأعلنوا الجمهورية.
انتهت الثورة بتدخل الجيش، وإنشاء محاكم عسكرية أعدمت خمس أشخاص، أبرزهم الزعيم اللاسلطوي فرانسيسكو فيرير. نتج عن هذه الأحداث ظهور الحركة النقابية في المناطق الصناعية في إسبانيا، خصوصا في برشلونة.

## خلفية
بعد نهاية حركة بوحمارة، استمر الشريف محمد أمزيان في استنفار القبائل، التي جمعت له عدد من المجاهدين. وفي 5 يوليو 1909م قرر الريفيون حمل السلاح لمواجهة الإسبان، عقب اجتماع عام انعقد في قبيلة مزوجة. وابتداء من 9 يوليو، حوالي الثامنة والنصف صباحا، هاجم الريفيون بقيادة محمد أمزيان، عمال "شركة مناجم الريف"، وهو ما يعد بداية حرب مليلية. وفي 23 يوليو 1909، استأنف المجاهدون هجومهم على مراكز الإسبان بسيدي موسى.

### المظاهرات

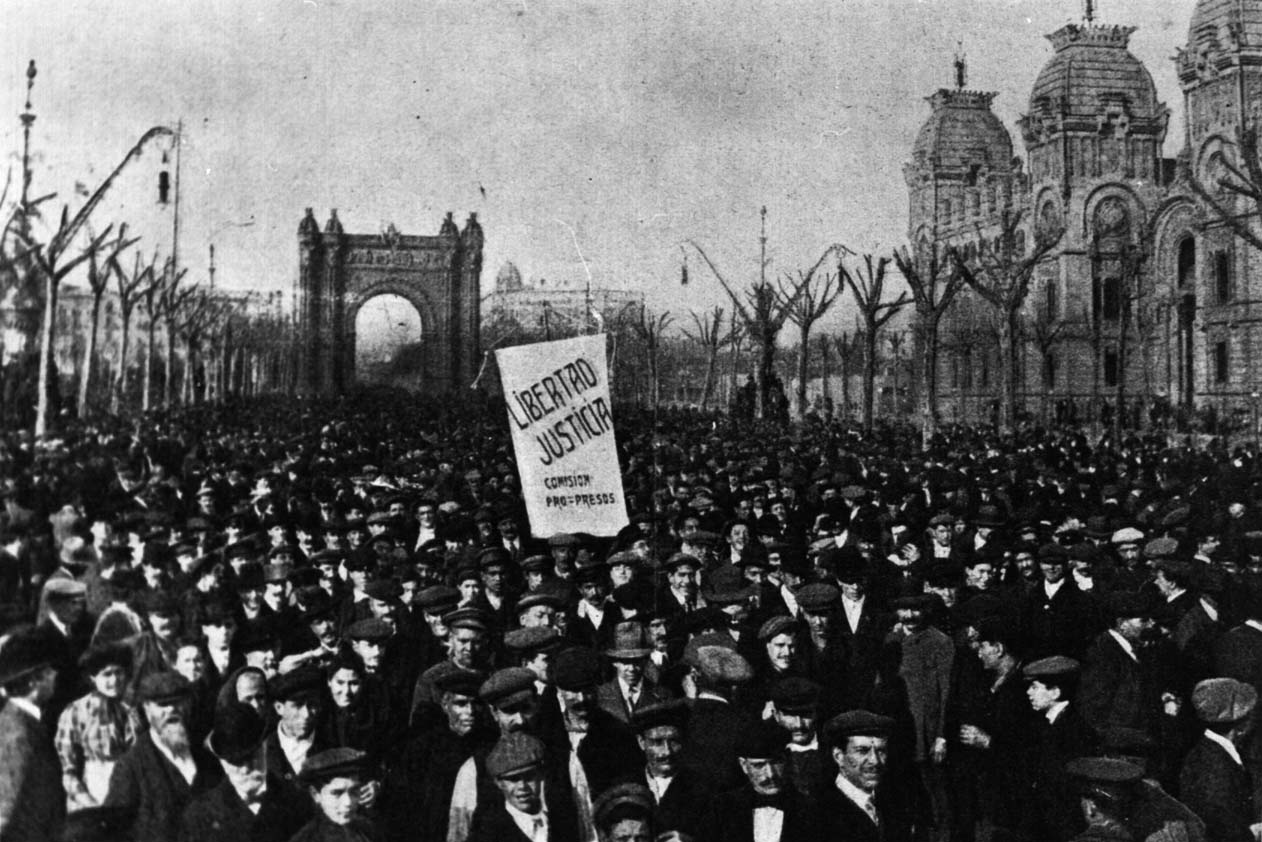
إحدى مظاهرات الأسبوع المأساوي وهي تطالب بالحرية والعدالة وإطلاق صراح من اعتقلوا خلال المظاهرات.

أصدرت الحكومة الإسبانية التي كان يترأسها أنطونيو ماورا قرار تجنيد الاحتياط لدعم العمليات العسكرية في الريف المغربي، فتسبب هذا القرار بإشعال سخط المعارضة الشعبية داخل إسپانيا، التي اعتبرت ذهاب الجيش إلى الريف المغربي ليس بحملة صغيرة وإنما هي حرب حقيقية أزهقت أرواح الكثير من الجنود الإسپان. فانتفض الشعب في برشلونة يوم 25 سنة 1909م، وسمي هذا الأسبوع بالأسبوع المأساوي. وانتقلت عدوى هذه المظاهرة إلى مختلف المدن الكتلانية وحتى الإسپانية، حيث حرضت الأحزاب الاشتراكية والتقدمية الرأي العام الإسپاني ضد الحرب ودعته لمعارضتها والوقوف في وجه الرأسماليين الإسپان.

### وصول أنباء معركة وادي الذئب
وزادت الأمور سوءا عندما وصلت إلى الرأي العام تفاصيل أحداث 27 يوليو، حيث خاض المجاهدون بقيادة محمد أمزيان، معركة وادي الذئاب (بالتاريفيت: إغزار ن ؤشن) (بالإسبانية: Desastre del Barranco del Lobo) ببني أنصار، والتي قتل فيها الجنرال بينتوس والمئات من الجنود الإسبان، جعلت الجنرال «مارينا» يطالب بإرسال إمدادات إضافية. فازداد الشارع التهابا، وخرجت زوجات وأمهات الكتلان، وتحولت المظاهرات من معارضة للحرب إلى معارضة للقساوسة والسلطة الكنسية، فأحرقوا عشرات الكنائس، ودنسوا قبور الرهبان والقديسين، متهمين الكنيسة المسببة في البلاء. واقتحموا أقسام الشرطة ونشروا المتاريس.
فأجبر وزير الداخلية الإسپاني لاثييربا (La Cierva) إلى إعلان الرقابة على كل أنباء الحرب الآتية من المغرب، كما أجبر على إلغاء كل الضمانات الدستورية وقطع الاتصالات الهاتفية والتلغرافية مع المغرب، حتى أصبحت برشلونة عمليا منعزلة عن العالم هذا إضافة إلى إعلان حالة الطوارئ التي سمحت للجيش بالتدخل في الأحداث. وتنامت الروح الثورية لدى الطبقة البروليتارية الإسبانية، وأعلنوا الجمهورية عبر الشعارات الراديكالية التي رفعت في برشلونة منددين بالطبقة الرأسمالية والملكية التي كان يمثلها ألفونسو الثالث عشر. وانتهت هذه الثورة باعتقالات وإنشاء محاكم عسكرية انتهت بإعدام خمس أشخاص، أبرزهم الزعيم اللاسلطوي فرانسيسكو فيرير.
واتهم الرأي العام الإسپاني القيادات العسكرية العليا بأنها خلقت ظروف هذه الحرب من أجل الترقي في التراتبية العسكرية. فسقطت حكومة أنطونيو مورا، وعوضت بالحكومة الليبرالية لسيجسموندو موريت في 21 أكتوبر من سنة 1909م، واستقالت هذه الحكومة بدورها في 9 فبراير 1910 لتعوض بحكومة بديلة يقودها خوسيه كناليخاس. وانشغل البرلمان الإسباني بقضية الريف في جلسات يوليو من سنة 1910م؛ لكون هذه القضية أصبحت تؤرق الرأي العام، وبدأ البرلمانيون وزعماء الأحزاب ينصحون الحكومة بالتخلي عن مشروعها الإمبريالي.